# Erik Ruthford Pedersen
Erik Ruthford Pedersen (Kristiansand, 14 febbraio 1946) è un allenatore di calcio norvegese.

## Biografia
È il padre di Steinar e Kjetil Ruthford Pedersen.

## Carriera

### Allenatore
Dal 1979 al 1980, guidò il Bodø/Glimt. Pedersen fu allenatore dello Start dal 1982 al 1984 e poi nel 1995.